# دانييلا تودوروفا
دانييلا تودوروفا تودوروفا (Даниела Тодорова Тодорова) هي لاعبة سباقات المضمار والميدان بلغارية، تشارك في منافسات الألعاب البارالمبية وهي مختصة ب[[رمي القرص ورمي الرمح في الفئة F54-56. وهي من مواليد 18 تشرين الأول (أكتوبر) 1980 في كازنلاك.
نافست دانييلا في دورة الألعاب البارالمبية الصيفية 2008 في بكين في الصين وفازت بالميدالية البرونزية في منافسات رمي الرمح للسيدات الفئة F54-56.

## وصلات خارجية
- Daniela Todorova's profile on paralympic.org